# 조너선 베일리
조나단 베일리(Jonathan Bailey, 1988년 4월 25일 ~ )는 잉글랜드의 배우이다.

## 출연 작품
- 더 머시 (2018)
- 크래싱 (2016)
- 영 메시아 (2016)
- 청춘의 증언 (2014)
- 브로드처치 (2013)
- 위험한 휴가 (2007)
- 세인트 트리니안스 (2007)
- 모래요정과 아이들 (2004)
- 욕망의 저격자 (1995)